# Lomtjärnarna (Voxna socken, Hälsingland, 682048-147787)
Lomtjärnarna är en sjö i Ovanåkers kommun i Hälsingland och ingår i Ljusnans huvudavrinningsområde.